# منتخب الهند لكرة القاعدة للسيدات
منتخب الهند لكرة القاعدة للسيدات (بالإنجليزية: India women's national baseball team)‏ هو ممثل الهند الرسمي في المنافسات الدولية في كرة القاعدة للسيدات
.